# Daniel Espínola
Daniel Espínola (Chimbote, Perú, 14 de enero de 2001) es un futbolista peruano. Juega en la posición de lateral derecho y su equipo actual es Carlos Stein de la Liga 2 de Perú.

## Trayectoria
Jugador nacido de las divisiones menores de Universitario de Deportes, club al que llegó en el 2018. En el 2019 fue ascendido al plantel de reservas, siendo dirigido por Paul Cominges y Juan Pajuelo. En noviembre del 2020, firmó su contrato profesional junto a otros juveniles de Universitario.
A inicios del 2021 fue parte de la pretemporada con el plantel principal, sin embargo, no quedó en la nómina final. Fue cedido a préstamo a Ayacucho FC por una temporada para tener mayor continuidad y sumar experiencia. Debutó de manera profesional en la fecha 4 de la fase I, frente a Alianza Atlético de Sullana, entrando en los últimos minutos. Disputaría 10 partidos en todo el año marcando 1 gol.
En el 2024 fichó por Carlos Stein, sin embargo, fue eliminado en la primera ronda del torneo. Jugó un total de 8 partidos en el año.

## Clubes
| Club                   | País | Año    |
| ---------------------- | ---- | ------ |
| Ayacucho FC (préstamo) | Perú | 2021   |
| Pirata                 | Perú | 2023   |
| Carlos Stein           | Perú | 2024 - |